# Правительство Сирии
Правительство Сирии — согласно конституции Сирии (статья 115) — основной орган исполнительной власти Сирии, состоящий из председателя совета министров, его заместителей и министров. Оно осуществляет контроль над исполнением законов и постановлений, а также работой государственного аппарата и государственных институтов.

## Действующее правительство
В январе 2025 года пост временного президента Сирии занял Ахмед аш-Шараа, пообещавший создать инклюзивное переходное правительство, учитывающее интересы всех сирийцев, а также гарантировать права женщин и этнических меньшинств. Созванный им кабинет министров включает 23 человека, среди которых есть представители алавитов, друзов и христиан, однако курдское меньшинство в правительстве не представлено.
Алавитов в новом кабинете представляет Яруб Бадр, назначенный министром транспорта. Министром сельского хозяйства стал Амгад Бадр, принадлежащий к друзам. Единственной женщиной в правительство стала христианка Хинд Кабават, получавшая пост министра социальной политики и труда.
Мурхаф Абу Касра и Асад аш-Шейбани сохранили свои должности министров обороны и иностранных дел, которые они занимали во временном правительстве, управлявшем страной с декабря 2024 года после падения режима Асада.
Кроме того, аш-Шараа учредил два новых министерства — спорта и молодёжи, а также по чрезвычайным ситуациям.
Список министров:
| Должность                                                 | Портрет         | Имя и фамилия               | Срок пребывания в должности                            |                 |
| Президент Сирии                                           | Президент Сирии | Президент Сирии             | Президент Сирии                                        | Президент Сирии |
| --------------------------------------------------------- | --------------- | --------------------------- | ------------------------------------------------------ | --------------- |
| Герб Сирии                                                |                 | Ахмед аш-Шараа              | с 29 января 2025 года (де-факто с 8 декабря 2024 года) |                 |
| Министры                                                  |                 |                             |                                                        |                 |
| Министр иностранных дел и по делам экспатриантов          |                 | Асаад Хасан аш-Шибани       | с 21 декабря 2024 года                                 |                 |
| Министр обороны                                           |                 | Мурхаф Абу Касра            | с 21 декабря 2024 года                                 |                 |
| Министр внутренних дел                                    |                 | Анас Хаттаб                 | с 29 марта 2025 года                                   |                 |
| Министр юстиции                                           |                 | Мазхар аль-Вайс             | с 29 марта 2025 года                                   |                 |
| Министр пожертвований                                     |                 | Мухаммед Абу аль-Хайр Шукри | с 29 марта 2025 года                                   |                 |
| Министр высшего образования и научных исследований        |                 | Марван аль-Халаби           | с 29 марта 2025 года                                   |                 |
| Министр социальных дел и труда                            |                 | Хинд Кабават                | с 29 марта 2025 года                                   |                 |
| Министр энергетики                                        |                 | Мухаммед аль-Башир          | с 29 марта 2025 года                                   |                 |
| Министр финансов                                          |                 | Мухаммед Юср Барниех        | с 29 марта 2025 года                                   |                 |
| Министр экономики и внешней торговли                      |                 | Нидаль аль-Шаар             | с 29 марта 2025 года                                   |                 |
| Министр здравоохранения                                   |                 | Мосаб Наззаль аль-Али       | с 29 марта 2025 года                                   |                 |
| Министр местного самоуправления и охраны окружающей среды |                 | Мухаммед Анджрани           | с 29 марта 2025 года                                   |                 |
| Министр по чрезвычайным ситуациям и стихийным бедствиям   |                 | Раед аль-Салех              | с 29 марта 2025 года                                   |                 |
| Министр связи и информационных технологий                 |                 | Абдул Салам Хейкал          | с 29 марта 2025 года                                   |                 |
| Министр сельского хозяйства и аграрной реформы            |                 | Амджад Бадр                 | с 29 марта 2025 года                                   |                 |
| Министр образования                                       |                 | Мухаммед Абдул Рахман Турко | с 29 марта 2025 года                                   |                 |
| Министр общественных работ и жилищного строительства      |                 | Мустафа Абдул Раззак        | с декабря 2024 года                                    |                 |
| Министр культуры                                          |                 | Мухаммед Салех              | с 29 марта 2025 года                                   |                 |
| Министр спорта и молодёжи                                 |                 | Мухаммед Самех Хамед        | с 29 марта 2025 года                                   |                 |
| Министр туризма                                           |                 | Мазен аль-Салхани           | с 29 марта 2025 года                                   |                 |
| Министр административного развития                        |                 | Мухаммад Скаф               | с 29 марта 2025 года                                   |                 |
| Министр транспорта                                        |                 | Яаруб Бадер                 | с 29 марта 2025 года                                   |                 |
| Министр информации                                        |                 | Хамза аль-Мустафа           | с 29 марта 2025 года                                   |                 |

## Предыдущие правительства
С 10 декабря 2024 года премьер-министром страны являлся Мухаммед аль-Башир. Башар аль-Асад принял отставку Ваиль Надир аль-Хальки, и поручил сформировать новый кабинет министру энергетики Имаду Хамису. 3 июля 2016 года Башар аль-Асад утвердил новый состав правительства. Из министров — членов предыдущего правительства свои портфели сохранили только министр иностранных дел Валид аль-Муаллем и многие другие. 1 января 2018 года президент Сирии Башар аль-Асад произвёл новые назначения в правительстве: министром обороны назначен Али Абдалла Айюб, министром промышленности — Мухаммад Мазин Али Юсеф, министром информации — Имад Абдалла Сара. В состав правительства входят представители трёх партий — Баас, Арабского социалистического движения, Сирийской национал-социалистической партии, военных, а также независимых.
| Имя                             | Должность                                         | Начало полномочий |
| ------------------------------- | ------------------------------------------------- | ----------------- |
| —                               | Вице-президент                                    | С 18.08.2012      |
| Ахмед аш-Шараа                  | Президент                                         | С 29.01.2025      |
| Мухаммед аль-Башир              | Премьер-министр                                   | С 10.12.2024      |
| Али Абдалла Айюб                | Министр обороны                                   | С 01.01.2018      |
| Фейсал Микдад                   | Министр иностранных дел                           | С 22.11.2020      |
| Шаар Мухаммед Ибрагим           | Министр внутренних дел                            | С 14.04.2011      |
| Адиба Маяле                     | Министр экономики и торговли                      | С 11.07.2016      |
| Мухаммад аль-Джлейляти          | Министр финансов                                  | С 14.04.2011      |
| Тайсир Кала Аввад               | Министр юстиции                                   | С 14.04.2011      |
| Салех ар-Рашид                  | Министр образования                               | С 14.04.2011      |
| Лубана Мушавех                  | Министр культуры                                  | С 24.06.2012      |
| Субхи Ахмад Аль-Абдалла         | Министр сельского хозяйства                       | С 23.06.2012      |
| Имад Мухаммад Диб Хамис         | Министр электричества                             | С 14.04.2011      |
| —                               | Министр здравоохранения                           | С 09.08.2012      |
| Мухаммад Яхья Муалля            | Министр высшего образования                       | С 23.06.2012      |
| Хала Мухаммад ан-Насер          | Министр по вопросам жилья и строительства         | С 14.04.2011      |
| Имад Абдалла Сара               | Министр информации                                | С 01.01.2018      |
| Жорж Мельки Суми                | Министр ирригации                                 | С 14.04.2011      |
| Мухаммад Мазин Али Юсеф         | Министр промышленности                            | С 01.01.2018      |
| Омар Ибрагим Галаванджи         | Министр по делам местного самоуправления          | С 14.04.2011      |
| Саид Муазза Хнейди              | Министр нефти и минеральных ресурсов              | С 23.06.2011      |
| Мухаммад Фадлаллах Аззам        | Министр по делам президента                       | С 14.04.2012      |
| Мухаммад Абд ас-Саттар ас-Сайид | Министр вакуфов                                   | С 14.04.2011      |
| Рима аль-Кадри                  | Министр по социальным вопросам и вопросам труда   | С 11.07.2016      |
| Имад Саббуни                    | Министр телекоммуникаций и технологий             | С 14.04.2011      |
| Халя Мухаммад Ан-Насер          | Министр туризма                                   | С 23.06.2012      |
| Махмуд Ибрагим Саид             | Министр транспорта                                | С 23.06.2012      |
| Абдалла Халиль Хусейн           | Государственный министр                           | С 23.06.2012      |
| Назира Фарах Саркис             | Государственный министр по вопросам экологии      | С 23.06.2012      |
| Хусейн Махмуд Ферзат            | Государственный министр                           | С 14.04.2011      |
| Нежм-эд-Дин Хрейт               | Государственный министр                           | С 23.06.2012      |
| Мухаммад Турки Ас-Сеид          | Государственный министр по делам Народного совета | С 23.06.2012      |
| Джозеф Суэйд                    | Государственный министр                           | С 14.04.2011      |

### Члены правительства Мухаммада Гази аль-Джалали
| Должность                                                 | Портрет               | Имя и фамилия                | Срок пребывания в должности      |                       |
| Премьер-министр Сирии                                     | Премьер-министр Сирии | Премьер-министр Сирии        | Премьер-министр Сирии            | Премьер-министр Сирии |
| --------------------------------------------------------- | --------------------- | ---------------------------- | -------------------------------- | --------------------- |
| Герб Сирии                                                |                       | Мухаммад Гази аль-Джалали    | 14 сентября—10 декабря 2024      |                       |
| Министры                                                  |                       |                              |                                  |                       |
| Министр иностранных дел и по делам экспатриантов          |                       | Бассам Саббаг                | 23 сентября—10 декабря 2024      |                       |
| Министр обороны                                           |                       | Али Махмуд Аббас             | 23 сентября—10 декабря 2024      |                       |
| Министр внутренних дел                                    |                       | Мухаммед Халед ар-Рахмун     | 26 ноября 2018—10 декабря 2024   |                       |
| Министр юстиции                                           |                       | Ахмад аль-Сайед              | 30 августа 2020—10 декабря 2024  |                       |
| Министр высшего образования                               |                       | Бассам Саббах                | 23 сентября—10 декабря 2024      |                       |
| Министр труда и социальных дел                            |                       | Самар Аль-Сабай              | 23 сентября—10 декабря 2024      |                       |
| Министр электроэнергии                                    |                       | Синджар Тама                 | 23 сентября—10 декабря 2024      |                       |
| Министр финансов                                          |                       | Рияд Абдель Рауф             | 23 сентября—10 декабря 2024      |                       |
| Министр экономики и торговли                              |                       | Мухаммед Раби Каладжи        | 23 сентября—10 декабря 2024      |                       |
| Министр здравоохранения                                   |                       | Ахмед Дамири                 | 23 сентября—10 декабря 2024      |                       |
| Министр местного самоуправления и охраны окружающей среды |                       | Луай Харита                  | 23 сентября—10 декабря 2024      |                       |
| Министр связи и информационных технологий                 |                       | Ияд Мухаммед Аль-Хатиб       | 26 ноября 2023—10 декабря 2024   |                       |
| Министр сельского хозяйства и аграрной реформы            |                       | Файез Аль-Мукдад             | 23 сентября—10 декабря 2024 года |                       |
| Министр образования                                       |                       | Мухаммад Амер Мардини        | 8 августа 2023—10 декабря 2024   |                       |
| Министр общественных работ и жилищного строительства      |                       | Хамза Али                    | 23 сентября—10 декабря 2024      |                       |
| Министр культуры                                          |                       | Диала Баракат                | 23 сентября—10 декабря 2024      |                       |
| Министр туризма                                           |                       | Мухаммад Рами Радван Мартини | 26 ноября 2018—8 декабря 2024    |                       |
| Министр административного развития                        |                       | Салам Сафаф                  | 29 марта 2017—10 декабря 2024    |                       |
| Министр транспорта                                        |                       | Зухаир Хазем                 | 23 сентября—10 декабря 2024      |                       |
| Министр информации                                        |                       | Зиад Гон                     | 23 сентября—10 декабря 2024      |                       |

## Министерства
- Министерство иностранных дел и по делам экспатриантов Сирии (создано в 2011 году в результате объединения Министерства иностранных дел и Министерства экспатриантов)
- Министерство связи и технологий Сирии
- Министерство сельского хозяйства и аграрной реформы Сирии
- Министерство экономики и торговли Сирии